# Joseph Franz von Goez
 (novembre 2024).
Si vous disposez d'ouvrages ou d'articles de référence ou si vous connaissez des sites web de qualité traitant du thème abordé ici, merci de compléter l'article en donnant les références utiles à sa vérifiabilité et en les liant à la section « Notes et références ».
 (octobre 2024).
La mise en forme du texte ne suit pas les recommandations de Wikipédia : il faut le « wikifier ».
Les points d'amélioration suivants sont les cas les plus fréquents. Le détail des points à revoir est peut-être précisé sur la page de discussion.
- Les titres sont pré-formatés par le logiciel. Ils ne sont ni en capitales, ni en gras.
- Le texte ne doit pas être écrit en capitales (les noms de famille non plus), ni en gras, ni en italique, ni en « petit »…
- Le gras n'est utilisé que pour surligner le titre de l'article dans l'introduction, une seule fois.
- L'italique est rarement utilisé : mots en langue étrangère, titres d'œuvres, noms de bateaux, etc.
- Les citations ne sont pas en italique mais en corps de texte normal. Elles sont entourées par des guillemets français : « et ».
- Les listes à puces sont à éviter, des paragraphes rédigés étant largement préférés. Les tableaux sont à réserver à la présentation de données structurées (résultats, etc.).
- Les appels de note de bas de page (petits chiffres en exposant, introduits par l'outil «  Source ») sont à placer entre la fin de phrase et le point final[comme ça].
- Les liens internes (vers d'autres articles de Wikipédia) sont à choisir avec parcimonie. Créez des liens vers des articles approfondissant le sujet. Les termes génériques sans rapport avec le sujet sont à éviter, ainsi que les répétitions de liens vers un même terme.
- Les liens externes sont à placer uniquement dans une section « Liens externes », à la fin de l'article. Ces liens sont à choisir avec parcimonie suivant les règles définies. Si un lien sert de source à l'article, son insertion dans le texte est à faire par les notes de bas de page.
- La présentation des références doit suivre les conventions bibliographiques. Il est recommandé d'utiliser les modèles {{Ouvrage}}, {{Chapitre}}, {{Article}}, {{Lien web}} et/ou {{Bibliographie}}. Le mode d'édition visuel peut mettre en forme automatiquement les références.
- Insérer une infobox (cadre d'informations à droite) n'est pas obligatoire pour parachever la mise en page.

Pour une aide détaillée, merci de consulter Aide:Wikification.
Si vous pensez que ces points ont été résolus, vous pouvez retirer ce bandeau et améliorer la mise en forme d'un autre article.
 (octobre 2024).
Joseph Franz von Goez (28 février 1754 à Sibiu - 16 septembre 1815 à Ratisbonne) était un avocat, artiste, illustrateur et portraitiste autrichien actif à Vienne au milieu du XVIIIe siècle. Il a été surnommé le « Hogarth allemand » pour ses caricatures. On attribue à Goez la création du tout premier roman graphique, avec sa paternité de Lenardo und Blandine : Ein Melodram Nach Bürger (Lénardo et Blandine : un mélodrame basé sur Bürger) publié en 1783. Il s'agissait d'un livre de contes illustré d'une pièce de théâtre que Goez avait écrite et produite à partir d'un poème de Gottfried August Bürger,[réf. souhaitée].

## Vie
La carrière professionnelle de Joseph Franz von Goez a débuté comme avocat à Vienne. Jusqu'en 1779, il décide de poursuivre une carrière artistique. Il a travaillé comme portraitiste pendant un certain temps avant de déménager à Munich, en Allemagne. Peu de temps après, Goez avait écrit/produit une pièce basée sur la ballade dramatique Lenardo und Blandine, (Lénardo et Blandine), de Gottfried August Bürger,[réf. souhaitée]. Après le succès de la dramatisation de Lenardo und Blandine, Goez a décidé de développer une version illustrée de l'histoire, une publication de ce qui est désormais considéré comme le tout premier roman graphique.
Joseph Franz von Goez a continué à créer des portraits et des illustrations, vivant en Allemagne pour le reste de sa vie. Ses œuvres les plus célèbres sont celles consacrées à des personnages publics importants, tels que le pape Pie VI et Gustave III, roi de Suède,[réf. souhaitée].
Né en 1754 à Sibiu, en Roumanie, il vit entre 1779 et 1783 à Munich, en Allemagne. Il publie Exercices d'imagination de différents personnages et formes humaines en 1785. Il vit à partir de 1801 à Ratisbonne, en Allemagne, jusqu'à sa mort le 16 septembre.